# راسرت ۴۳۷۶۳
سیارک ۴۳۷۶۳ (به انگلیسی: 43763 Russert، نامگذاری:1987KF1) چهل و سه هزار و هفتصد و شصت و سومین سیارک کشف شده‌است که در ۳۰ مه ۱۹۸۷ کشف شد.